# ودرشتدت
ودرشتدت (به آلمانی: Wedderstedt) یک منطقهٔ مسکونی در آلمان است که در زلک-اوه واقع شده‌است. ودرشتدت ۴۹۰ نفر جمعیت دارد.